# Paisprezece Cuvinte

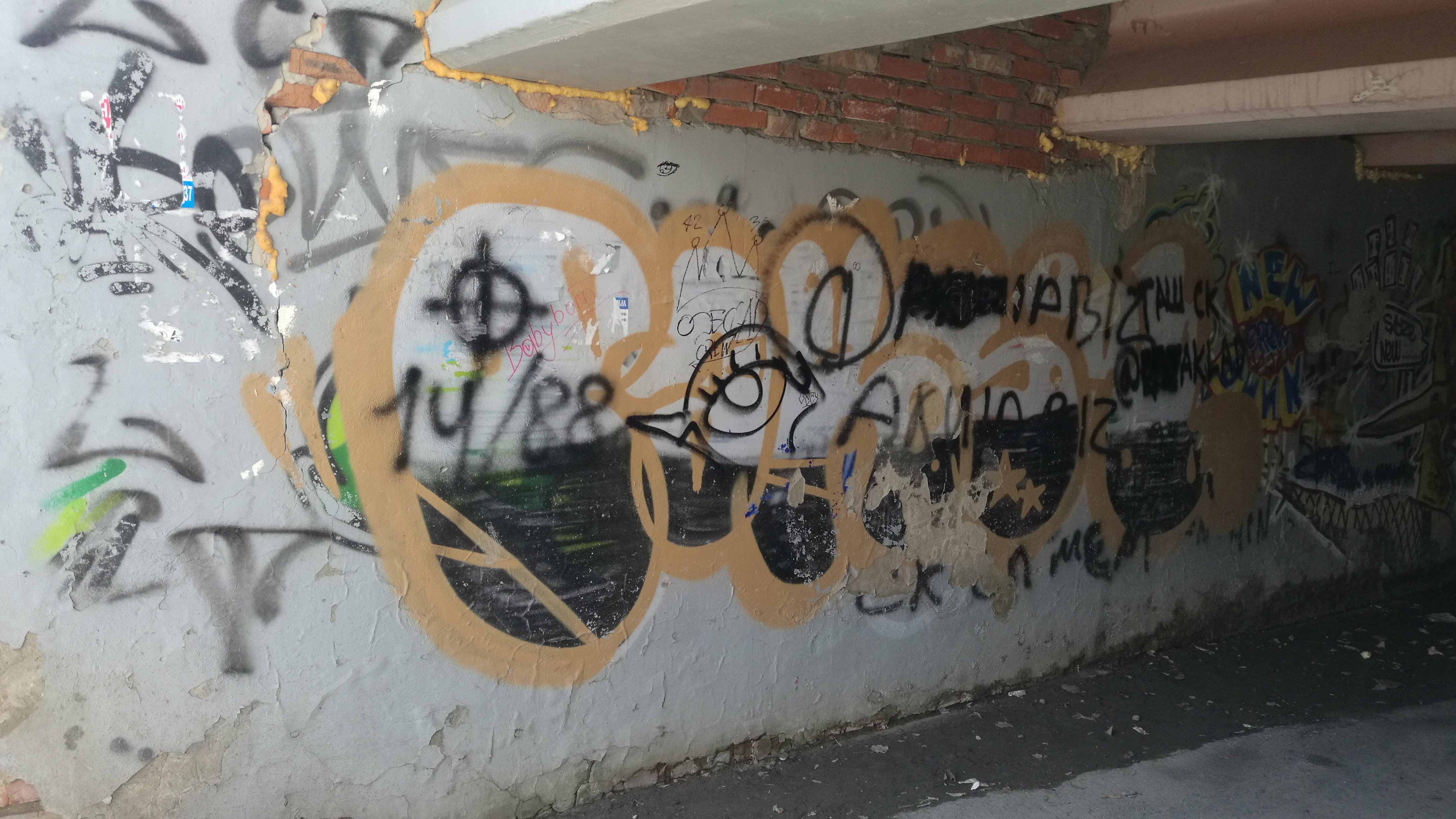
Graffiti cu 14/88 în Tyumen, Rusia (mai 2021).

Paisprezece Cuvinte, 14 sau 14/88, reprezintă un slogan din 14 cuvinte utilizat de către membrii organizațiilor de extremă dreapta și popularizat prin intermediul editurii 14 Word Press: „We must secure the existence of our people and a future for white children” (în română Trebuie să protejăm existența poporului nostru și viitorul copiiilor albi). Există încă un slogan, însă mai puțin cunoscut: „Because the beauty of the White Aryan woman must not perish from the Earth” (în română Pentru că frumusețea femeii albe ariene nu trebuie să piară de pe pământ). Ambele au fost formulate de către supremațistul american David Lane - unul dintre cei nouă membri ai grupului terorist The Order - și utilizate de către adepții naționalismului alb la nivel mondial. Numărul 8 din „14/88” denotă cea de-a opta literă a alfabetului (H); astfel, prin HH se face trimitere la „Heil Hitler”.
Cele două variante au fost formulate de Lane în timp ce ispășea o condamnare de 190 de ani pentru încălcarea drepturilor civile ale prezentatorului de radio Alan Berg⁠(d), asasinat de către The Order în iunie 1984. Sloganurile au fost popularizate cu ajutorul lucrărilor publicate de editura 14 Word Press, înființată în 1995 de soția lui Lane pentru a răspândi scrierile soțului ei.

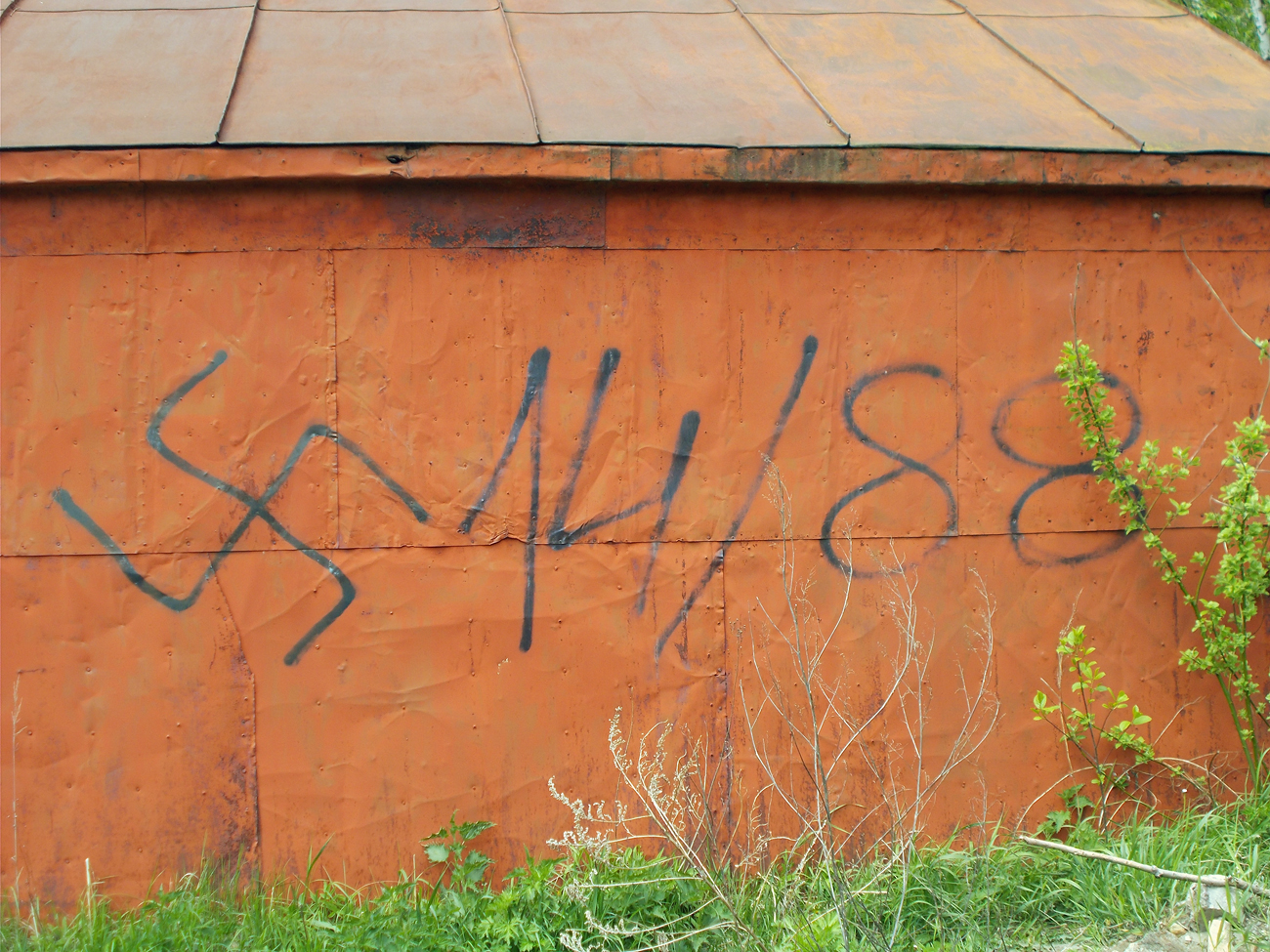
Grafitti cu 14/88 și svastică

Lane a folosit expresia și în alte scrieri, adăugând „cele 14 puncte” în manifestul său despre „genocidul alb” și în eseul 88 de Precepte. Acesta era cunoscut ca susținător al religiilor rasiale⁠(d) și al segregării, și milita împotriva metisajului⁠(d)și a societăților multirasiale. Conform Southern Poverty Law Center⁠(d), sloganurile „sunt derivate dintr-un paragraf din autobiografia lui Adolf Hitler, Mein Kampf”. Sloganul este utilizat de către neonaziști, skinhead⁠(d), naționaliștii albi și adepții alt-right.
Ideologia lui Lane era antiamericană, acesta considerând că loialitatea față de Statele Unite reprezintă „trădarea de rasă”. De asemenea a susținut că  „Rasa noastră este națiunea noastră” („ORION”)  și că SUA participă activ la eliminarea sistematică a populației albe.
Existența Statelor Unite ca entitate politică era inacceptabilă pentru Lane deoarece o asocia cu „eliminarea rasei albe”. Acesta - alături de alți membri din The Order - considera că actele de terorism vor contribui la formarea unei „patrii a albilor” în nordul țării⁠(d). Prin intermediul editurii sale, Lane publică o declarație intitulată „Autoritate morală” și o trimite diferitelor grupuri separatiste (i.e. Aryan Nations, World Church of The Creator etc.); acolo, Lane descrie Statele Unite drept „o mașină de ucis în masă” și menționează că „adevărata autoritate morală stă în mâinile celor care se împotrivesc genocidului”.

## Formă
Sloganurile au fost adoptate ulterior de supremațiști, neonaziști, naționaliștii albi și susținătorii identitarianismului, membri ai extremei drepte și ai alt-right, cea mai întâlnită formă fiind „Trebuie să protejăm existența poporului nostru și viitorul copiilor albi”. Uneori este combinat cu 88 - de exemplu „14/88” sau „1488” - unde 88 denotă „Heil Hitler” conform neonaziștilor care utilizează codul. Pentru Lane, prin 88 se denotă și eseul său intitulat 88 de Precepte. Acest eseu alături de cele 14 cuvinte formează fundamentul religiei neopăgâne înființate de Lane, wotanism.
Sloganul a intrat în atenția mass-mediei ca urmare a diferite acte de terorism domestic și violență. În cazul tentativei de asasinare a lui Barack Obama în 2008, era planificată uciderea a 88 de afro-americani, inclusiv a lui Obama (la momentul respectiv nominalizat de către Partidul Democrat pentru funcția de președinte al SUA), respectiv decapitarea a 14 dintre aceștia. Un cunoscut skinhead pe nume Curtis Allgier și-a tatuat cuvintele imediat după uciderea gardianului Stephen Anderson, iar atentatul terorist⁠(d) comis de Dylann Roof în Charleston a fost influențat de sloganul lui Lane.

## Origine

David Lane, membru al organizației teroriste The Order.

Ambele sloganuri au fost inventate de către David Lane, membru al organizației The Order, și mediatizate prin intermediul edituri Fourteen Word Press, acum defuncte. Aceasta a contribuit la popularizarea sa și a altor lucrări redactate de către Lane. Despre primul slogan se afirmă că ar fi fost inspirat – deși nu de Lane sau Fourteen Word Press – de o frază formată din 88 de cuvinte din primul volum al lucrării Mein Kampf:
| “ | Trebuie să luptăm în vederea protejării existenței și reproducerii rasei noastre și a poporului nostru, sprijinirii copiilor noștri și a purității sângelui nostru, libertății și independenței patriei astfel încât poporul nostru să fie suficient de matur pentru a-și putea îndeplini misiunea hărăzită de creatorul universului. Toate gândurile și ideile, toate doctrinele și toate cunoștințele trebuie să servească acestui scop. Și totul trebuie examinat din acest punct de vedere și utilizat sau respins în acord cu utilitatea sa. | ” |

Potrivit istoricului Mattias Gardell⁠(d), David Lane a inventat noțiunea de „Pyramid Prophecy 666”, bazată pe ideea că în Biblie a fost inserat un mesaj secret de către „adepții arieni”.

## Susținători

### Marea Britanie
- Nick Griffin, politician britanic, fostul lider al Partidului Național Britanic⁠(d) șimembru al Parlamentului European⁠(d), a declarat că ideologia sa politică poate fi rezumată prin cele 14 Cuvinte.[37] Acesta menționează că toată munca sa se concentrează pe construirea unei mișcări naționaliste prin care „aceste 14 cuvinte să fie aplicate”.[38]
- Colin Jordan (1923-2009), o figură importantă a neonazismului postbelic în Marea Britanie și vechi susținător al ideii lui Lane; a contribuit la lucrarea „Deceived, Damned & Defiant” a celui din urmă.[39]
- Millennial Woes, un scoțian asociat mișcării alt-right și activist neoreacționar, este un susținător al sloganului. Acesta declara în 2017 că cele 14 cuvinte erau „mult mai controversate în trecut decât sunt astăzi”.[40] Faith Goldy a declarat că a fost încurajată de către acesta să recite sloganul într-un interviu.[41]
- John Tyndall⁠(d) (1934-2005) a fost un activist britanic de extremă-dreapta și președinte al Frontului Național⁠(d)[42] între 1972 și 1974 este un susținător al celor 14 Cuvinte.[43]Un eveniment organizat de National Socialist Movement. Pe unul dintre bannere apare site-ul partidului care conține numărul 88 (nsm88.com)

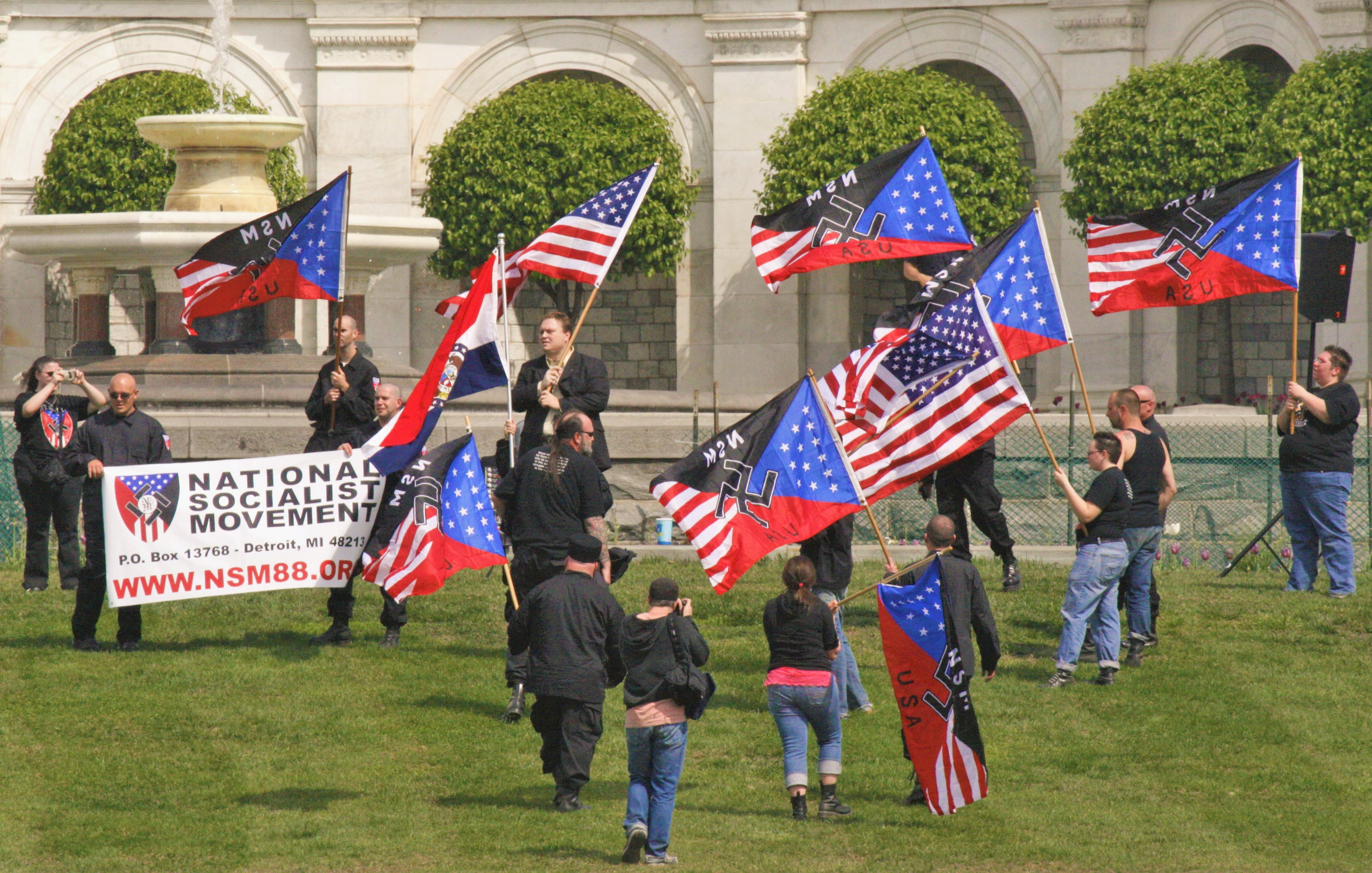
Un eveniment organizat de National Socialist Movement. Pe unul dintre bannere apare site-ul partidului care conține numărul 88 (nsm88.com)

### Statele Unite
- Andrew Anglin⁠(d), un supremațist american și fondatorul al site-ului The Daily Stormer, a utilizate și citat deseori sloganul.[44] Acesta declara următoarele: „Nu ne pasă de egourile sau viețile noastre. Ne interesează doar agenda: Trebuie să protejăm existența poporului nostru și viitorul copiilor albi”.[45]
- Baked Alaska⁠(d), un american asociat mișcării alt-right, susține ideea din spatele celor 14 Cuvinte.[46][47]
- Craig Cobb, un naționalist și separatist american, deține un site intitulat Podblanc și o afacere numită după sloganul „14 Cuvinte”.[48]
- Harold Covington (14 septembrie 1953 - iulie 2018) a fost un lider separatist american și fondator al organizației Northwest Front fundamentată pe ideile lui Lane.[49][50]
- Nathan Damingo, lider al organizației Identity Evropa și fost soldat în infanteria marină a Statelor Unite, susține și promovează sloganul prin intermediul organizației sale.[51][52]
- April Gaede⁠(d), o naționalistă și neonazistă americană, ale cărei fiice (Prussian Blue) au interpretat pentru Resistance Records⁠(d), a depozitat cenușa lui David Lane în „14 piramide” pentru a semnifica cele 14 Cuvinte.[53][54][55]
- Matthew Heimbach⁠(d), un supremațist american și membru al Traditionalist Worker Party, a menționat sloganul în diferite discursuri printre care și cel susținut în fața Council of Conservative Citizens.[56][57]
- William Daniel Johnson, un naționalist american, avocat și președinte alAmerican Freedom Party⁠(d), este un susținător al sloganului 14 Cuvinte. Acesta declara că organizația sa „susține principiului prin care protejăm existența poporului nostru și viitorul copiilor albi”.[58][59] Conform declarațiilor lui Johnson, Ron Paul i-a retras sprijinul după ce mass-media l-a descris ca fiind un susținător al celor 14 Cuvinte.[60]
- David Lane (1938-2007) a fost un lider supremațist american și membru principal al organizației teroriste The Order.[61] Lane este considerat inventatorul sloganului. Organizația ADL au descris ideea lui Lane ca reprezentând weltanschauung-ul mișcării supremațiste de la finalul secolului XX și începutul secolului XXI.[62]
- Stephen McNallen, un lider neopăgân și fondatorul al Asatru Folk Assembly⁠(d), a reprodus verbatim cele 14 Cuvinte în revista National Vanguard⁠(d).[63] Din punctul său de vedere, „mass-media comercială, stânga politică și toate persoanele asociate acesteia au declarat că afirmația în cauză este rasistă. Nu este rasistă, nu este supremațistă, nu este habotnică, nu promovează ură față de alte grupuri rasiale”.[64] Mai mult, acesta a construit o versiune mai scurtă și persoanlă a sloganului: „Existența poporului meu nu este negociabilă”.[65]
- Tom Metzger, liderul separatist al White Aryan Resistence⁠(d), consideră guvernul Statelor Unite responsabil pentru moartea lui Lane în 2007. Acesta deține lucrarea lui Lane în care a fost redactat sloganul.[66][67]
- Jack Posobiec, un membru al mișcării alt-right și fost ofițer naval, a publicat articole despre „1488” și este un susținător al ideilor lui Lane.[68][69]
- Billy Roper, un supremațist american care a corespondat cu David Lane, a înființat un grup fundamentat pe cele 14 Cuvinte.[70]
- Richard Spencer, un supremațist american și președinte al National Policy Institute⁠(d), susține cele 14 Cuvinte.[71]
- Vox Day, un scriitor american și activist alt-right, promovează sloganul în lucrarea sa - Șaisprezece Idei ale Mișcării Alt-Right - la punctul 14.[72][73][74]
- Weev, un hacker american și troll, este un susținător al sloganului.[75]

## În terorism și acte de violență
Sloganele și numerele „14” și „88” au fost utilizate de către numeroși adepți ai ideologiilor de extremă-dreapta, atât înainte, cât și după (în manifeste) comiterea unor acte violente. Printre exemple îi regăsim pe David Lane, membrul The Order, conspiratorii Paul Schlesselman și Daniel Cowart, respectiv criminalii Dylann Roof și Curis Allgier. Allgier are numerele tatuate pe frunte.

### Uciderea lui Alan Berg
Asasinarea lui Alan Berg⁠(d), gazda unui show radio, în 1984 este cea mai cunoscută faptă a organizației The Order. Membrul Bruce Pierce este cel care l-a ucis, iar Lane a fost cel care a condus. Acesta din urmă a redactat cele 14 Cuvinte în închisoare. Numărul 14 continuă să simbolizeze visul unui teritoriul care să aparțină strict albilor.

### Atacul din Charleston
După atacul din Charleston⁠(d) din iunie 2015, ideologia și aparentul manifest al lui Dylann Roof au fost menționate în mass-media ca având numeroase trimiteri la „1488”. Printre acestea s-au regăsit câteva imagini cu Roof și numerele respective. Acesta avea asupra sa exact 88 de gloanțe, un număr simbolic, când a inițiat atacul de la biserica Emanuel în care și-au pierdut viața nouă afro-americani.

### Atacul din Pittsburgh
Robert Bowers, suspectat de uciderea a 11 persoane și rănirea altor 6 la sinagoga Pomul Vieții din Pittsburgh, Pennsylvania⁠(d), avea numărul „1488” pe contul său social de pe platforma Gab⁠(d). Bowers este și un susținător al ideilor Identității Creștine, evreii fiind caracterizați de acesta drept „copiii lui Satan”.

### Atacul din Christchurch
Brenton Harrison Tarrant, responsabilul pentru atacul din Christchurch a postat imagini pe Twitter cu arme de foc și a publicat un manifest „The Great Replacement” (în ro Marea Înlocuire) în care apare simbolul Soare negru și sloganul 14 Cuvinte. Concomitent, acestea au fost gravate și pe armele utilizate în atentat.